# Affaire Lahouri Ben Mohamed
Lahouari Ben Mohamed dit 'Houari' est un adolescent tué à la cité des Flamants, à Marseille, lors d'une bavure policière le 18 octobre 1980. Jean-Paul Taillefer, un jeune CRS de 23 ans l'abat à bout portant de deux tirs mortels de mitraillette Mat 49 en plein visage, à la fin d'un contrôle de routine, après avoir déclaré aux quatre passagers de la voiture : « Attention, les jeunes, je ne sais pas si c’est le froid mais ce soir, j’ai la gâchette facile ». Après que le tribunal s'est jugé incompétent pour juger, il est finalement jugé le 23 septembre 1987, soit 7 ans après les faits, devant les assises des Bouches-du-Rhône pour homicide volontaire. Il écope de 10 mois dont 4 avec sursis,.
En 1981, des jeunes du quartier créent une pièce de théatre en hommage à la victime, nommée Yaoulidi (mon fils). Le stade 'Houari' porte son nom en sa mémoire.
Son décès s'inscrit dans une série de "bavures", qui allaient motiver Marche pour l’égalité et contre le racisme.

## Vidéographie
- Reportage INA[6],
- Affaire Lahouri : la gâchette facile, documentaire réalisé par Xavier-Marie Bonnot [7]
- Ya Oulidi ! - Le Prix de la douleur, documentaire réalisé par Joseph El Aouadi-Marando [8]